# Barbarian (film)
Barbarian è un film del 2022 scritto e diretto da Zach Cregger.
Protagonisti sono Georgina Campbell, Bill Skarsgård e Justin Long. Barbarian è stato presentato in anteprima al San Diego Comic-Con il 22 luglio 2022 ed è stato distribuito nelle sale statunitensi il 9 settembre dalla 20th Century Studios.
 La critica specializzata ha accolto positivamente la pellicola, con i revisori che hanno elogiato sia la sceneggiatura che la regia di Cregger, nonché le interpretazioni del cast – in particolare quella di Campbell. È stato un successo al botteghino, incassando oltre 43 milioni di dollari in tutto il mondo contro un budget di 4,5 milioni di dollari.

## Trama
Tess Marshall arriva nella casa che ha affittato a Brightmoor (Detroit), ma scopre che, a causa di un errore con la prenotazione, la casa è già abitata da Keith Toshko che la invita a rimanere. Lei, incerta se sia più pericoloso dormire in macchina in un quartiere fatiscente o in una casa con un estraneo, alla fine accetta di restare. Il giorno successivo, dopo essere stata inseguita da un senzatetto che le intima di lasciare quella casa, rimane accidentalmente chiusa nel seminterrato, dove trova un corridoio nascosto che conduce a una stanza contenente una videocamera, un letto, un secchio e l'impronta insanguinata di una mano sul muro. Tornato alla casa, Keith libera Tess e, mentre lei vorrebbe andarsene subito, lui la convince ad aspettare che risalga dopo essere andato a controllare. Dato che però Keith non risale e non le risponde, Tess lo segue e scopre un tunnel sotterraneo, collegato al corridoio; dopo aver ritrovato Keith ferito, vengono attaccati da una donna nuda e deforme che uccide l'uomo rompendogli il cranio.
Due settimane dopo. Il proprietario della casa, l'attore A.J. Gillbride, licenziato da una serie TV perché accusato da una collega di stupro, decide di vendere l'abitazione per racimolare un po’ di soldi, e così si reca sul posto per controllare che sia tutto a posto. Qui, vi trova il tunnel nascosto e, ritenendo che possa aumentare il valore della casa, decide di percorrerlo per misurarlo, ma viene assalito dalla donna deforme che lo spinge in una fossa, al cui interno si trova Tess. 
Tess spiega ad A.J. che la donna che li ha rapiti ("la madre") vuole che loro si comportino come dei neonati, ma lui si rifiuta di bere il latte dal biberon, così "la madre" lo trascina via per allattarlo a forza, dando a Tess l'opportunità di fuggire aiutata dal senzatetto Andre, il quale l’avverte che "la madre" uscirà sicuramente durante la notte per cercarla. Inoltre, mentre Tess arriva a una stazione di benzina e chiama la polizia, A.J. approfitta della confusione creata dalla fuga della ragazza per scappare lungo il tunnel, e rifugiarsi in una stanza in cui "la madre" si rifiuta di entrare. Al suo interno, A.J. trova un anziano invalido che, inizialmente, scambia per un'altra vittima della creatura, ma poi, guardando un vecchio VHS, scopre essere Frank, il proprietario originario della casa. Costui, negli anni ottanta, era un rapitore di donne che teneva segregate nei tunnel, per picchiarle e violentarle. 
Una volta giunta la notte, mentre i due agenti che hanno risposto alla chiamata di Tess la lasciano da sola alla casa, e Frank si spara davanti a A.J. che gli ha passato involontariamente l’arma, "la madre" corre incontro a Tess che la investe col suo SUV. La ragazza entra in casa per liberare A.J., il quale le spara accidentalmente con la pistola di Frank. A.J. porta Tess fuori dalla casa, realizzando che "la madre" è scappata, per poi rifugiarsi da Andre. L'uomo spiega che "la madre" è un frutto di molteplici incesti, dovuti ai rapporti sessuali tra Frank e le discendenti delle sue vittime originali. 
Improvvisamente, Andre viene aggredito e ucciso da "la madre", che poi si lancia all’inseguimento di Tess e A.J. su un acquedotto. A.J., pur di salvarsi, spinge Tess dalla sommità dell’acquedotto. In questo modo, "la madre" la segue gettandosi per attutirne la caduta.  Sceso a terra, A.J. si rende conto che Tess è ancora viva e mente dicendo che è scivolata, ma "la madre", che è ancora viva e sa la verità, lo uccide, per poi venir uccisa da Tess. La ragazza, seppur impietosita dal gesto di protezione della donna, le spara, per poi zoppicare via mentre sorge il sole.

## Distribuzione
Inizialmente la distribuzione nelle sale statunitensi, curata dalla 20th Century Studios, venne fissata per il 12 agosto 2022. In seguito, la data venne posticipata al 31 agosto e successivamente al 9 settembre. Secondo quanto riferito, la Disney decise di distribuire il film nelle sale – al posto di farlo uscire come esclusiva sulla piattaforma Hulu – a causa dell'accoglienza forte e positiva che ci fu durante i test screenings.
La première del film ebbe luogo il 22 luglio 2022 in occasione del San Diego Comic-Con, dove fu accolto positivamente. In Italia, Barbarian è stato distribuito sulla piattaforma di streaming Disney+ a partire dal 26 ottobre 2022.

### Edizione italiana
La direzione del doppiaggio è stata curata da Metello Mori.

## Accoglienza

### Incassi
Barbarian si è rivelato un successo al botteghino. A fronte di un budget di 4,5 milioni di dollari, il film ne ha incassati 40 726 705 negli Stati Uniti d'America e 2 737 272 nel resto del mondo, per un totale complessivo di 43 463 977 dollari.

### Critica
Secondo l'aggregatore di recensioni Rotten Tomatoes, il film ha ottenuto un indice di apprezzamento del 92% e un voto di 7,5 su 10 sulla base di 183 recensioni. Il consenso critico del sito recita: «intelligente, cupamente umoristico e soprattutto spaventoso, Barbarian offre una corsa da brividi agghiacciante e costantemente imprevedibile per i fan dell'horror». Su Metacritic, il film ha ottenuto un voto di 78 su 100 sulla base di 37 recensioni, indicando recensioni.